# Doris Märtin
Doris Märtin (* 1957) ist eine deutsche Autorin, Sprachwissenschaftlerin, Kommunikationsberaterin und Vortragsrednerin. Märtin legt ihre Themenschwerpunkte auf Unternehmens- und Kundenkommunikation, Ausstrahlung, Potenzialentwicklung und den emotional intelligenten Umgang mit sich und anderen. Für ihr Buch Leise gewinnt hat sie ein Persönlichkeitsprofil speziell für leise Menschen (Intro-DNA) entwickelt.
Märtin hat Sprach- und Literaturwissenschaften in Regensburg und Erlangen studiert. 1992 promovierte sie am Institut für Anglistik und Amerikanistik der Friedrich-Alexander-Universität Erlangen mit einer Dissertation über Shakespeares „Fiend-like Queens“. Sie ist Mitglied im Deutschen Fachjournalisten-Verband, systemische Coach und lizenzierte Knigge-Trainerin. Als Dozentin für Business Writing und Soft Skills verfügt sie über 30 Semester Lehrerfahrung im Hochschulbereich. Seit 2013 gehört sie dem Deutschen Knigge-Rat als Mitglied an.

## Ausgewählte Publikationen
- Exzellenz. Wissen Sie eigentlich, was in Ihnen steckt? Campus, 2021, ISBN 978-3593513782.
- Die Eingebildeten. Ein Roman aus der Uni-Welt. 2021. ISBN 979-8-590-96576-2
- Habitus. Sind Sie bereit für den Sprung nach ganz oben? Campus, Frankfurt 2019. ISBN 978-3593509839
- Dem Menschen Respekt zollen: Vom positiven Umgang mit Mit-Arbeitern, Kunden und Kollegen. In: Rolf Meier (Hrsg.): Wirksame Menschenführung. Wissenschaft & Praxis, 2015, ISBN 978-3-89673-685-7, S. 253–265.
- Leise gewinnt. So verschaffen sich Introvertierte Gehör. Campus, 2014, ISBN 978-3-593-50003-4.
- Smart Talk. Sag es richtig. 2. Auflage, Campus, 2013, ISBN 978-3-593-39943-0.
- Words don't come easy. Wie Sie von angelsächsischer Konversationskunst profitieren. Campus, 2011.
- Mich wirft so schnell nichts um. Wie Sie Krisen meisten und warum Scheitern kein Fehler ist. Campus, 2010, ISBN 978-3-593-38551-8.
- Gut ist besser als perfekt. Die Kunst, sich das Leben leichter zu machen. 3. Auflage, Dtv, 2011, ISBN 978-3-423-34462-3.
- Erfolgreich texten. 4. Auflage, Bramann, 2010, ISBN 978-3-934-05438-7.
- So kommen Sie zur Geltung. Image als Schlüssel zum Erfolg. Heyne, 2004, ISBN 978-3-453-87883-9.
- Zusammen mit Karin Boeck. Small Talk. Die hohe Kunst des kleinen Gesprächs. Heyne, 1999, ISBN 978-3-453-14838-3.